# NGC 2898
NGC 2898 (również PGC 26950) – galaktyka spiralna (S0-a), znajdująca się w gwiazdozbiorze Hydry. Odkrył ją Albert Marth 6 lutego 1864 roku.